# 3dfx VSA-100

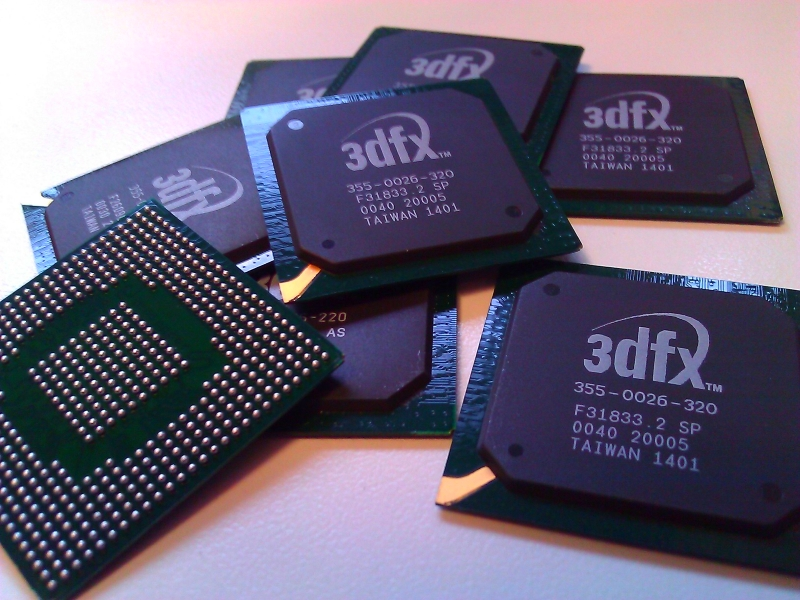
3dfx VSA-Chips

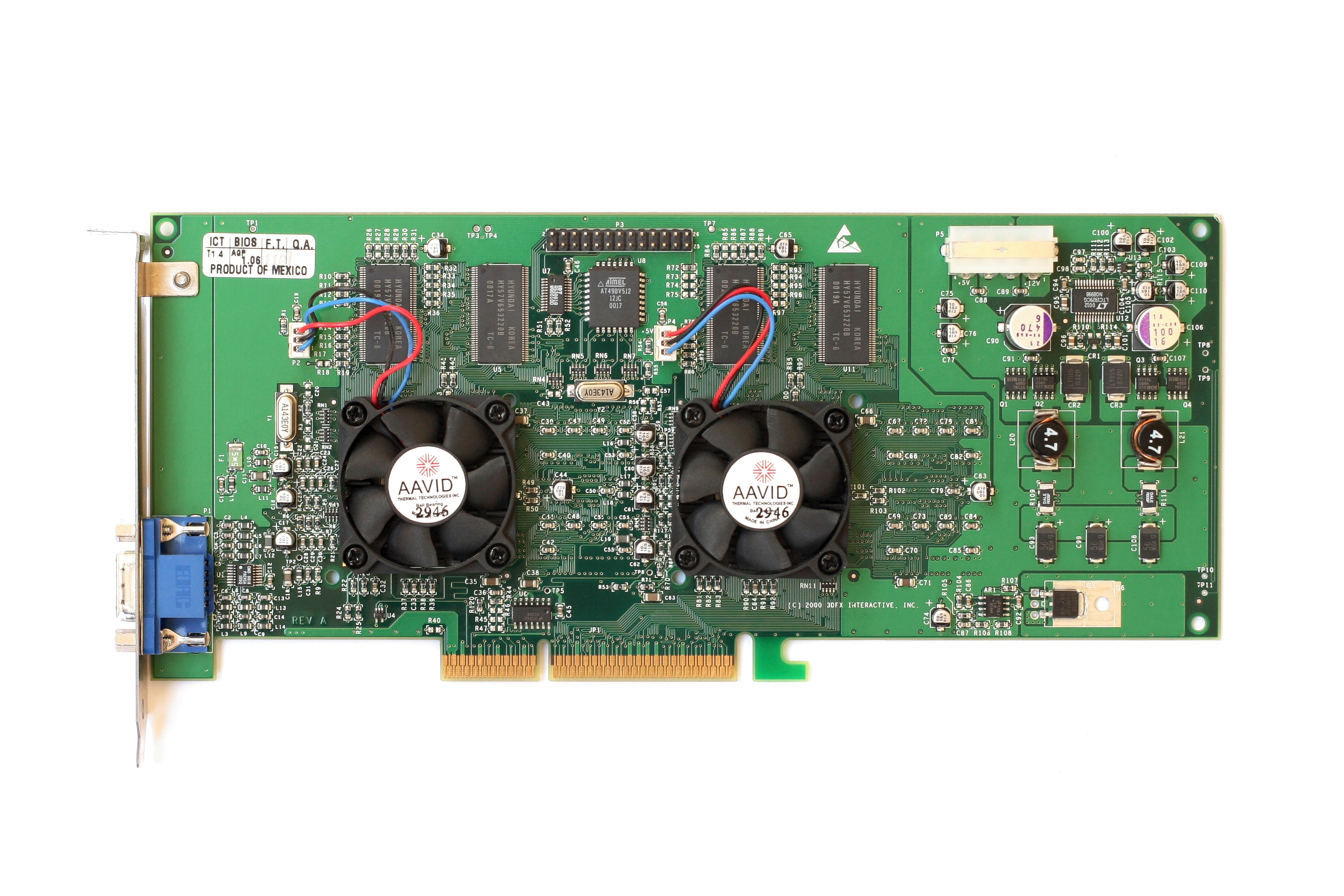
3dfx Voodoo5 5500 AGP

Der VSA-100 (Codename: Napalm), Abkürzung für Voodoo Scalable Architecture-100, ist ein im Jahr 2000 vorgestellter 3D-Grafikchip der ehemaligen kalifornischen Firma 3dfx Interactive.

## Besonderheiten
Herausragende Eigenschaft ist die Tatsache, dass bis zu 32 Exemplare des VSA-100 zusammenarbeiten können. Dabei wird die Berechnung der einzelnen Bildzeilen auf die einzelnen Chips verteilt (Scan Line Interleave). Der VSA-100 findet in den Grafikkarten der Voodoo-4- und Voodoo-5-Serien Verwendung. Die Karten unterschieden sich vor allem in der Anzahl der verbauten Grafikprozessoren (GPU). Produkte der Voodoo-4-Reihe besitzen eine, die der Voodoo-5-Serie zwei mittels Scan Line Interleave (SLI) zusammenarbeitende GPUs.
Diese technologische Besonderheit machte ein bis dahin wenig sinnvoll nutzbares Feature erst praktikabel. Mit FSAA  (Full-Scene-Antialiasing) in Hardware und dem im Gegensatz zu Nvidia verwendeten RGSS (Rotated Grid Supersampling) sind diese Grafikkarten in Sachen Bildqualität der Konkurrenz überlegen. Zur damaligen Zeit bedeutete das Aktivieren von FSAA einen massiven Performanceverlust. Arbeiten mehrere GPUs zusammen, tritt dieser Effekt nur in geringem Maße ein.
Ausschlaggebend war zur damaligen Zeit (bzgl. Medien, Werbung und Hardware-Tests) allerdings die Rohleistung. In diesem Bereich waren die Grafikkarten mit VSA-100-Chip den direkten Konkurrenten aus der GeForce-2-Serie von Nvidia unterlegen. So konnte das erhoffte Absatzziel nicht eingehalten werden, und der Hersteller 3dfx rutschte tiefer in die roten Zahlen.
So wurde auch die Voodoo 5 6000 nicht mehr auf den Markt gebracht, die zudem von Anfang an mit technischen Schwierigkeiten bei der erforderlichen PCI Bridge zu kämpfen hatte. Auf dieser Karte werden vier GPUs auf einem Board integriert. Dazu sind volle Baulänge sowie ein externes Netzteil, Voodoo Volts genannt, nötig. Einen so dimensionierten Verbraucher (bis zu 70 Watt unter Volllast) verkrafteten damals übliche 300 Watt Netzteile auf Dauer nicht.
In den letzten Jahren bildete sich eine starke Community mit dem Ziel, die Nutzung der Voodoo-Grafikkarten in Verbindung mit aktueller Hard- und Software auch weiterhin zu gewährleisten. Auch mithilfe ehemaliger 3dfx-Mitarbeiter ist es u. a. erst möglich geworden, einen Großteil der etwa 150 Stück Voodoo 5 6000 funktionsfähig zu erhalten. Der Chip VSA-100 befindet sich 2021 immer noch in Produktion. Basierend darauf werden Prototypen hergestellt.
Kurz bevor 3dfx Interactive durch den Konkurrenten Nvidia aufgekauft wurde, veräußerte man das der Voodoo 5 6000 zugrunde liegende 4-Wege-SLI-Design an die Tochterfirma Quantum3D. Daraus entwickelte man Grafikkarten mit acht VSA-100-Chips und 512 MByte Grafikspeicher. Mithilfe eines verbauten LAN-Interfaces lassen sich bis zu vier Karten gleichzeitig betreiben. Diese bis zu 40.000 $ teuren Karten verrichteten vorrangig in zivilen und militärischen Simulatoren ihren Dienst.

## VSA-100 im Detail
- 128-bit-Speicheranbindung
- 250-nm-Herstellungsprozess
- SLI-fähig
- Unterstützung für SDR-SGRAM/SDRAM
- T-Buffer-Konzept zur Umsetzung u. a. von
  - Bewegungsunschärfe (motion blur)
  - Tiefenunschärfe (depth of field blur)
  - weichen Schatten und Reflexionen (soft shadows and reflections)
- unterstützte Texturkompressionsverfahren S3TC und FXT1
- Rotated Grid Supersampling (RGSS) 2×, 4×, (8× nur Voodoo 5 6000)

## Consumer-Grafikkarten mit VSA-100-Chip(s)
- Voodoo-4-Serie

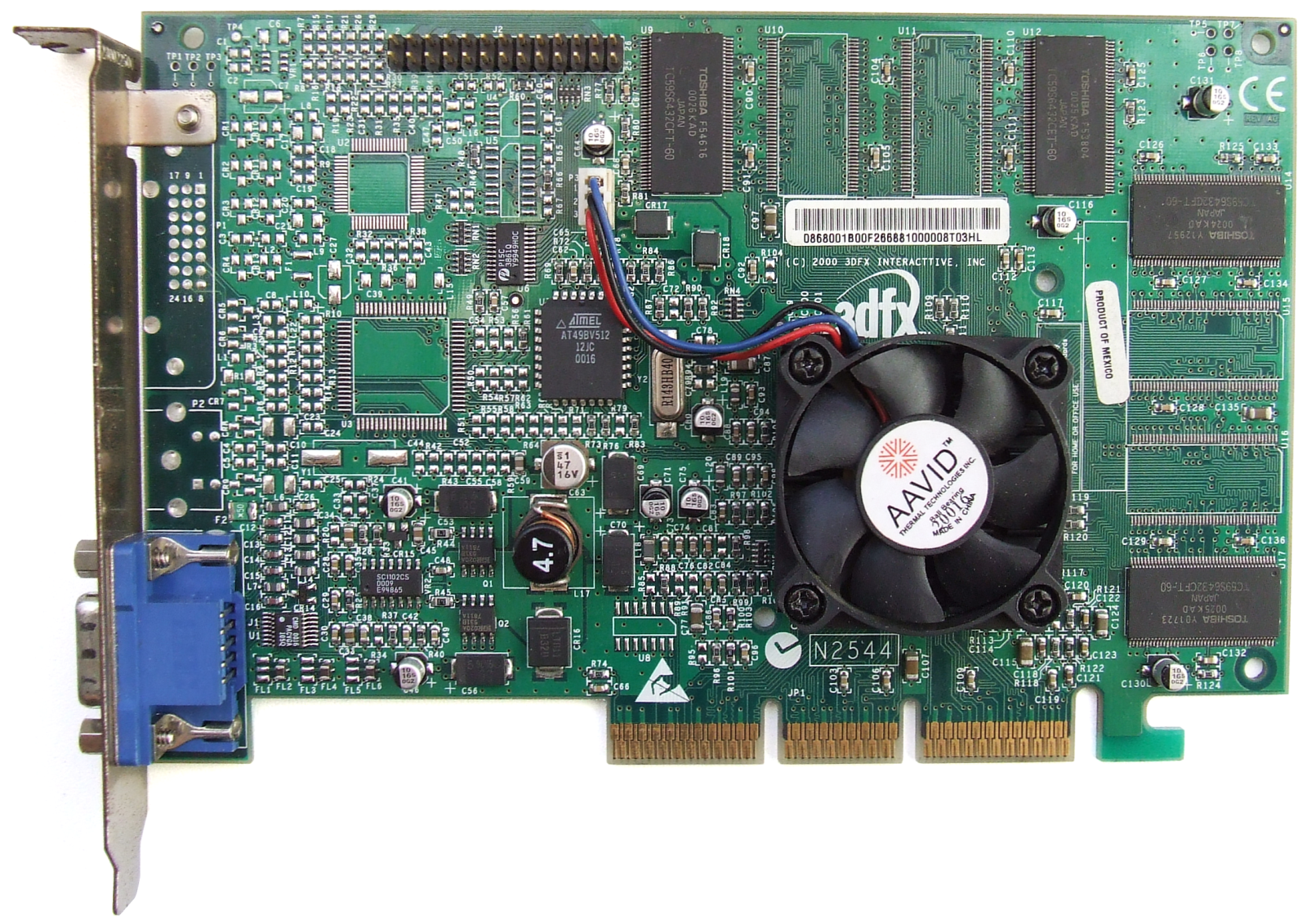
3dfx Voodoo4 4500 AGP

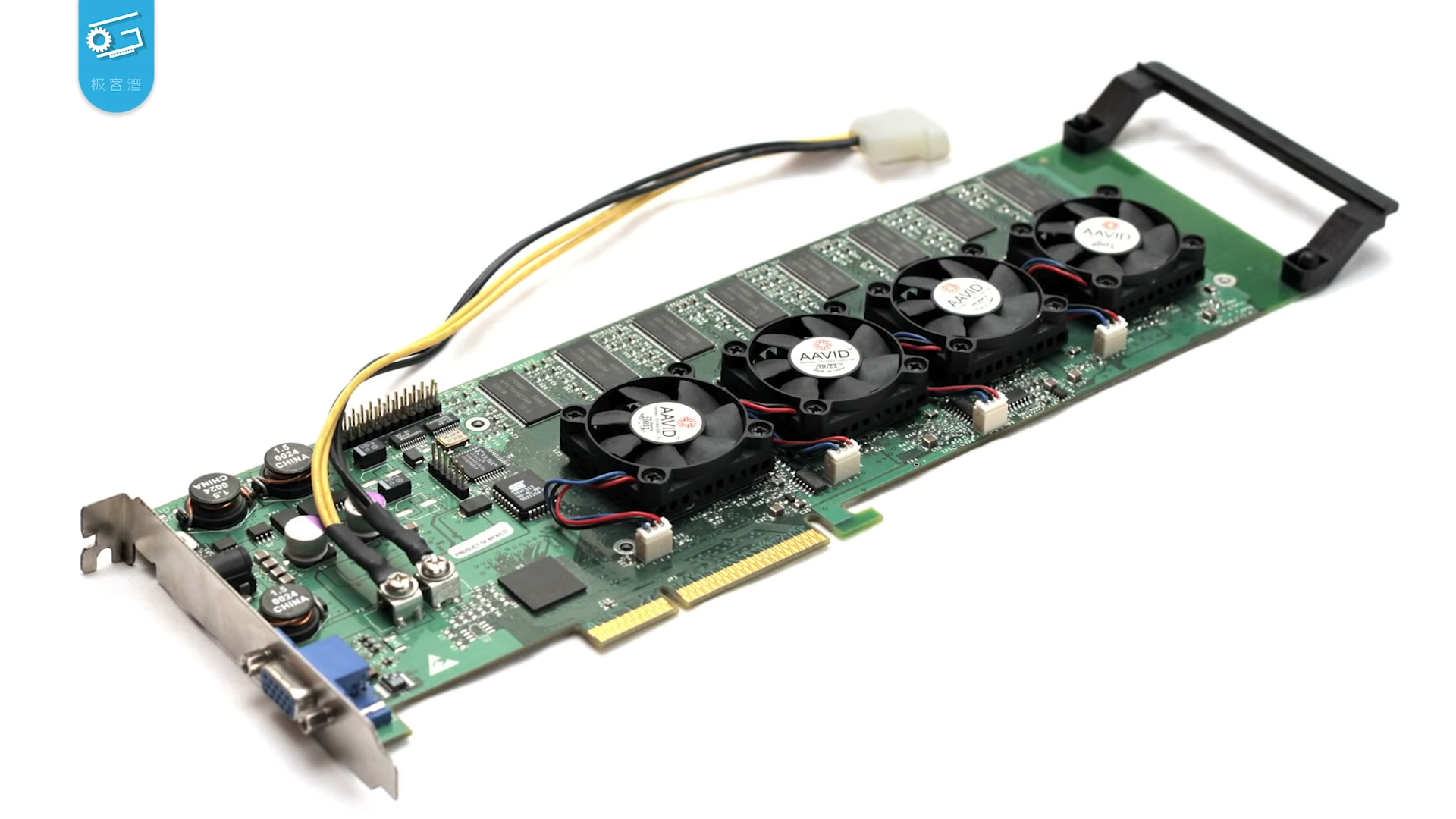
Voodoo 5 6000 Prototyp

- Voodoo 4 4000 (16 MB, nie offiziell verkauft)
  - Voodoo 4 4500 PCI/AGP (32 MB, mit einem VSA-100-Chip)
  - VoodooMAC 4500 (32 MB, DVI)
  - Voodoo 4 4800 (64 MB, DVI) (nie offiziell verkauft)
  - Powercolor EvilKing 4 CV350
- Voodoo-5-Serie
  - Voodoo 5 5000 PCI/AGP (32 MB, nie offiziell verkauft, mit zwei VSA-100-Chips)
  - Voodoo 5 5500 PCI/AGP (64 MB, mit zwei VSA-100-Chips)
  - VoodooMAC 5500 (64 MB, DVI, mit zwei VSA-100-Chips)
  - Voodoo 5 6000 (128 MB, nur Prototypen, nie offiziell verkauft, mit vier VSA-100-Chips)

## Profi-Grafikkarten mit VSA-100-Chips
- Quantum3D AAlchemy 8164 mit acht VSA-100-Chips